# (35340) 1997 GV18
1997 جي في 18 (ويعرف أيضًا باسم (35340) 1997 جي في 18 وفق تسمية الكوكب الصغير) (بالإنجليزية: 1997 GV18)‏ هو كويكب ضمن حزام الكويكبات؛ وترتيبه 35340 من حيث الاكتشاف.
اكتُشف هذا الجُرم الفلكي بواسطة بحث لنكولن عن الكويكبات القريبة من الأرض في 3 أبريل 1997.

## وصلات خارجية
- (35340) 1997 GV18 في قاعدة بيانات مختبر الدفع النفاث لأجرام النظام الشمسي الصغيرة

- الاكتشاف · مخطط المدار ·  العناصر المدارية · المعلمات المادية

- (35340) 1997 GV18 على موقع ويكي سكاي: DSS2, SDSS, GALEX, IRAS, Hydrogen α, X-Ray, Astrophoto, Sky Map, Articles and images